# LaC TV
LaC TV (итал. LaC TV) — телесеть компании, базирующаяся в итальянском городе Вибо-Валентия.

## История
Сеть была основана под именем Rete Kalabria в ноябре 1987 года. Первая студия взята от Tele 2000, которая использовалась с 1977 по 1983 годы. В 1990-е годы La C входила в телесеть Amica 9 Telestar, а с 1992 года была преобразована в ООО «Retekalabria». 20 октября 2014 она сменила своё имя на текущее. 15 ноября 2014 сеть стала первой калабрийской телесетью, вещающей в зоне высоких частот.

## Зона вещания
Основная зона вещания — Калабрия. Доступные телеканалы: 19, 213, 616, 669, 670, 671.